# كريب (نسيج)

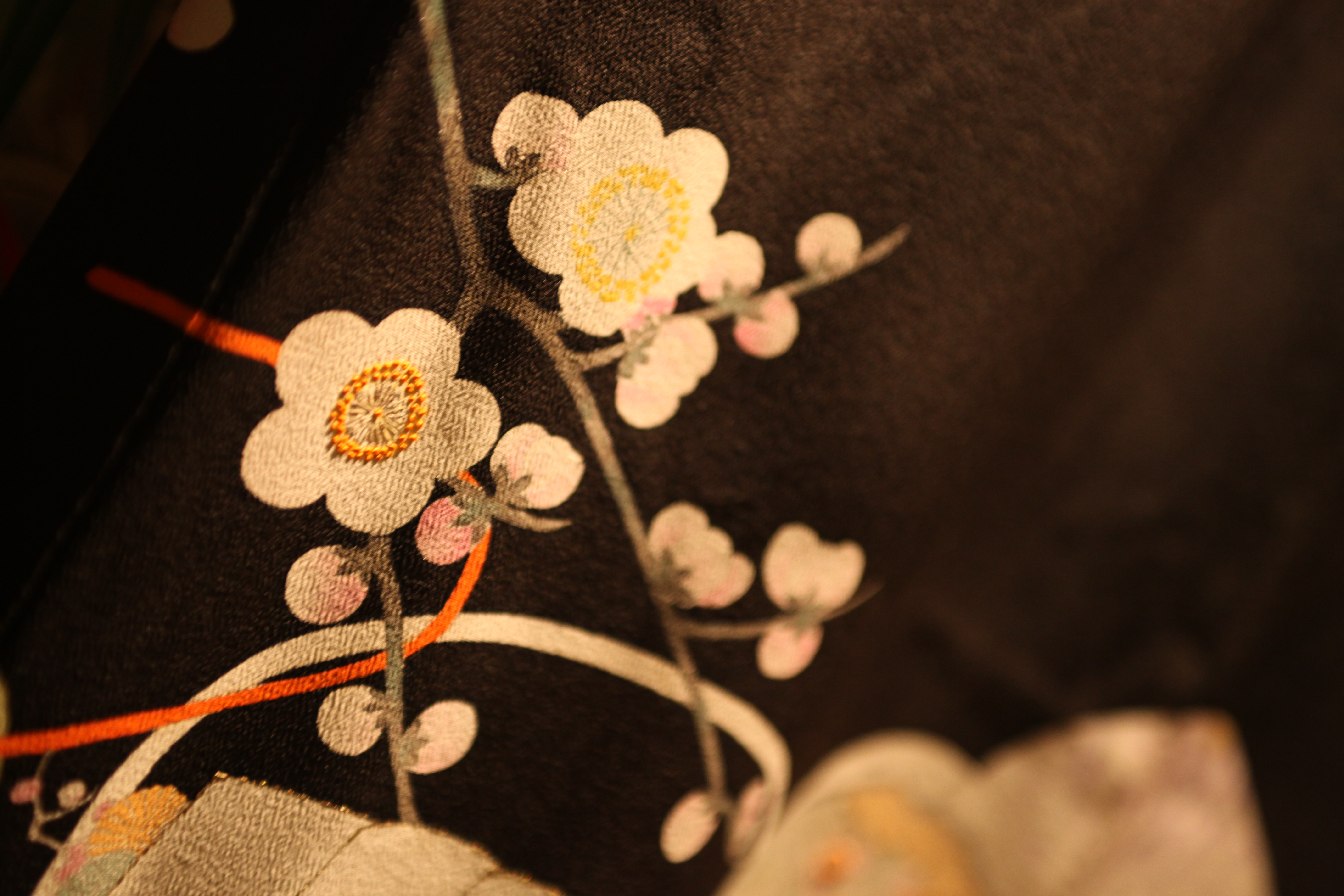
كيمونو مصنوع من نسيج التشيريمين.

الكَرِيب (بالفرنسية: crêpe)‏ أو تشيريمين (باليابانية: 縮緬) هو نوع من النسيج المصنوع من الحرير أو الصوف أو خيوط متعدد الإستر ويكون رقيق الملمس ذو سطح هش أو مموج.
ويجب التمييز بين نوعين من الكريب. الأول هو الكريب الحقيقي وينتج عن استخدام خيوط الكريب لتكوين النسيج، حيث تنكمش خيوط  الكريب المبرومة برمًا زائدًا نتيجة الانتفاخ في الحالة الرطبة والساخنة. ويكون التغضن في اتجاه واحد على الأقل، وتتناوب خيوط الكريب المبرومة S وZ وتكون خيوط الحدف أكثر من خيوط السدى. والنوع الثاني يتطلب خبرة كبيرة. وتلعب الأخاديد على أسطوانة التبريز، وتركيز الصودا الكاوية، ودرجة حرارة حوض التجعيد دورًا كبيرًا في نجاح العملية.